# Albina (química)
La albina es un alcaloide aislado de las semillas de las leguminosas Lupinus albus y Lupinus termis.